# Сагаты
Сагаты (араб. صاجات‎) — музыкальные пальцевые тарелочки, используемые для самостоятельного аккомпанемента при исполнении танца живота.
Тарелочки обычно имеют диаметр около 6 см, и изготавливаются из латуни или других сплавов. В них имеется одно или два отверстия для крепления петель, надевающихся на большой и средний (или указательный) пальцы каждой руки. Танцовщицы при игре изящно поднимают ладони с тарелочками кверху.
В зависимости от манеры игры могут иметь разное звучание, от мелодичного звона до резких щелчков. Постоянное и однообразное звучание сагат не приветствуется, аккомпанемент должен вносить разнообразие.